# Richard Porritt
Richard Whitaker Porritt, né le 4 septembre 1910 et tué à la guerre le 26 mai 1940, est un militaire et homme politique britannique.

## Biographie
Fils de militaire, il obtient un diplôme de licence à l'université de Cambridge. Il devient directeur d'une entreprise de manufacture de laine, et vice-président du club de cricket de la ville de Heywood. En 1931 il intègre le régiment de fusiliers du Lancashire de l'Armée britannique,.
Aux élections législatives de novembre 1935, il est élu député de la circonscription de Heywood-et-Radcliffe, sous l'étiquette du Parti conservateur. Il a alors 24 ans. Fait capitaine, il participe à la bataille de France durant la Seconde Guerre mondiale. Il est tué le 26 mai 1940, durant la bataille de Dunkerque, alors que les forces alliées se replient vers la côte : Alors que son unité est réfugiée dans une cave à Seclin pendant que les Allemands bombardent la ville, le capitaine Porritt sort dans la rue pour s'assurer que l'assaut ennemi est terminé, et est tué par une explosion,.
Inhumé au cimetière communal de Seclin, il est le premier membre de la Chambre des communes tué au combat durant la Seconde Guerre mondiale. Il est l'un des cinquante-six parlementaires britanniques morts à la Seconde Guerre mondiale et commémorés par un vitrail au palais de Westminster,.